# Benoît Zanon
Pas d'image ? Cliquez ici

a Compétitions nationales et continentales officielles uniquement.

Dernière mise à jour le 24 mars 2022.
Benoît Zanon, né le 28 juillet 1985, est un joueur français de rugby à XV qui évolue au poste de pilier. Il joue au sein de l'effectif de l'US Montauban depuis 2016.

## Biographie
Benoît Zanon commence sa carrière professionnelle au Stade toulousain mais après quatre saisons professionnel, il ne compte que 2 matchs pour 75 minutes de jeu. Il décide donc de quitter le club de la ville rose et rejoint le championnat de Pro D2 en s'engageant avec l'US Colomiers. Il gagne du temps de jeu petit à petit mais n'est encore que trop peu titulaire (17 titularisations en 3 saisons). Il rejoint Tarbes Pyrénées rugby où il joue deux saisons avant de rejoindre le RC Narbonne avec qui il atteint même le barrage d'accession en Top 14 mais s'incline en demi finale face à l'US Agen lors de la saison 2013-2014. Après une deuxième saison au club difficile, le RCNM ne gagnant son maintien que lors de l'avant dernière journée, il prolonge son contrat un an de plus.

## Carrière

### En Club
- 2004 - 2008 : Stade toulousain (Top 14)
- 2008 - 2011 : US Colomiers (Pro D2)
- 2011 - 2013 : Tarbes Pyrénées rugby (Pro D2)
- 2013- 2016 : RC Narbonne (Pro D2)
- 2016-2021 : US Montauban (Pro D2)